# Albi di Napoleone
Quello che segue è l'elenco degli albi della serie regolare del fumetto Napoleone edito dalla Sergio Bonelli Editore. 
| Indice 1997 1998 1999 2000 2001 2002 2003 2004 2005 2006 |

## 1997
| Nr. | Titolo                  | Mese di pubblicazione | Soggetto        | Sceneggiatura   | Disegni              | Copertina       |
| --- | ----------------------- | --------------------- | --------------- | --------------- | -------------------- | --------------- |
| 1   | L'occhio di vetro       | settembre             | Carlo Ambrosini | Carlo Ambrosini | Carlo Ambrosini      | Carlo Ambrosini |
| 2   | Il cavaliere senza nome | novembre              | Carlo Ambrosini | Carlo Ambrosini | Pasquale Del Vecchio | Carlo Ambrosini |

## 1998
| Nr. | Titolo                 | Mese di pubblicazione | Soggetto        | Sceneggiatura   | Disegni              | Copertina       |
| --- | ---------------------- | --------------------- | --------------- | --------------- | -------------------- | --------------- |
| 3   | Il folle Barrakan      | gennaio               | Carlo Ambrosini | Carlo Ambrosini | Giulio Camagni       | Carlo Ambrosini |
| 4   | Storia di Allegra      | marzo                 | Carlo Ambrosini | Carlo Ambrosini | Carlo Ambrosini      | Carlo Ambrosini |
| 5   | Racconto d'autunno     | maggio                | Carlo Ambrosini | Carlo Ambrosini | Giampiero Casertano  | Carlo Ambrosini |
| 6   | La profezia del merlo  | luglio                | Carlo Ambrosini | Carlo Ambrosini | Pasquale Del Vecchio | Carlo Ambrosini |
| 7   | Il tesoro d'argilla    | settembre             | Carlo Ambrosini | Carlo Ambrosini | Gabriele Ornigotti   | Carlo Ambrosini |
| 8   | Il Signore delle Ombre | novembre              | Carlo Ambrosini | Carlo Ambrosini | Carlo Ambrosini      | Carlo Ambrosini |

## 1999
| Nr. | Titolo                     | Mese di pubblicazione | Soggetto        | Sceneggiatura   | Disegni                           | Copertina       |
| --- | -------------------------- | --------------------- | --------------- | --------------- | --------------------------------- | --------------- |
| 9   | La lucertola e il serpente | gennaio               | Carlo Ambrosini | Carlo Ambrosini | Paolo Bacilieri                   | Carlo Ambrosini |
| 10  | Piccoli banditi            | marzo                 | Diego Cajelli   | Diego Cajelli   | Pasquale Del Vecchio              | Carlo Ambrosini |
| 11  | L'avvoltoio                | maggio                | Carlo Ambrosini | Carlo Ambrosini | Claudio Piccoli                   | Carlo Ambrosini |
| 12  | Samurai!                   | luglio                | Diego Cajelli   | Diego Cajelli   | Pasquale Del Vecchio Matteo Piana | Carlo Ambrosini |
| 13  | La foresta che cammina     | settembre             | Carlo Ambrosini | Carlo Ambrosini | Paolo Bacilieri                   | Carlo Ambrosini |
| 14  | Il duello                  | novembre              | Carlo Ambrosini | Carlo Ambrosini | Gabriele Ornigotti                | Carlo Ambrosini |

## 2000
| Nr. | Titolo                    | Mese di pubblicazione | Soggetto        | Sceneggiatura   | Disegni              | Copertina       |
| --- | ------------------------- | --------------------- | --------------- | --------------- | -------------------- | --------------- |
| 15  | L'ultima chimera          | gennaio               | Carlo Ambrosini | Carlo Ambrosini | Marco Nizzoli        | Carlo Ambrosini |
| 16  | Voci nel muro             | marzo                 | Diego Cajelli   | Diego Cajelli   | Pasquale Del Vecchio | Carlo Ambrosini |
| 17  | Il predone                | maggio                | Carlo Ambrosini | Carlo Ambrosini | Carlo Ambrosini      | Carlo Ambrosini |
| 18  | L'enigmatico signor Bloom | luglio                | Carlo Ambrosini | Carlo Ambrosini | Paolo Bacilieri      | Carlo Ambrosini |
| 19  | Nel cerchio del tempo     | settembre             | Diego Cajelli   | Diego Cajelli   | Pasquale Del Vecchio | Carlo Ambrosini |
| 20  | Delitto nel bosco         | novembre              | Carlo Ambrosini | Carlo Ambrosini | Gabriele Ornigotti   | Carlo Ambrosini |

## 2001
| Nr. | Titolo                   | Mese di pubblicazione | Soggetto        | Sceneggiatura   | Disegni              | Copertina       |
| --- | ------------------------ | --------------------- | --------------- | --------------- | -------------------- | --------------- |
| 21  | La sentinella            | gennaio               | Carlo Ambrosini | Carlo Ambrosini | Giulio Camagni       | Carlo Ambrosini |
| 22  | Quando muoiono le balene | marzo                 | Paolo Bacilieri | Paolo Bacilieri | Paolo Bacilieri      | Carlo Ambrosini |
| 23  | Il cane di corallo       | maggio                | Carlo Ambrosini | Carlo Ambrosini | Pasquale Del Vecchio | Carlo Ambrosini |
| 24  | Il pozzo della memoria   | luglio                | Carlo Ambrosini | Carlo Ambrosini | Marco Nizzoli        | Carlo Ambrosini |
| 25  | La vita perduta          | settembre             | Carlo Ambrosini | Carlo Ambrosini | Carlo Ambrosini      | Carlo Ambrosini |
| 26  | Il Demone di Sabbia      | novembre              | Carlo Ambrosini | Carlo Ambrosini | Giulio Camagni       | Carlo Ambrosini |

## 2002
| Nr. | Titolo                     | Mese di pubblicazione | Soggetto        | Sceneggiatura   | Disegni              | Copertina       |
| --- | -------------------------- | --------------------- | --------------- | --------------- | -------------------- | --------------- |
| 27  | Drammatico tango           | gennaio               | Diego Cajelli   | Diego Cajelli   | Gabriele Ornigotti   | Carlo Ambrosini |
| 28  | Le lacrime di Frankenstein | marzo                 | Paolo Bacilieri | Paolo Bacilieri | Paolo Bacilieri      | Carlo Ambrosini |
| 29  | Inferno: andata e ritorno  | giugno                | Diego Cajelli   | Diego Cajelli   | Pasquale Del Vecchio | Carlo Ambrosini |
| 30  | Omicidi immaginari         | agosto                | Carlo Ambrosini | Carlo Ambrosini | Marco Nizzoli        | Carlo Ambrosini |
| 31  | Lo strangolatore           | settembre             | Carlo Ambrosini | Carlo Ambrosini | Giulio Camagni       | Carlo Ambrosini |
| 32  | Moosbrugger l'assassino    | novembre              | Carlo Ambrosini | Carlo Ambrosini | Pasquale Del Vecchio | Carlo Ambrosini |

## 2003
| Nr. | Titolo                       | Mese di pubblicazione | Soggetto        | Sceneggiatura   | Disegni              | Copertina       |
| --- | ---------------------------- | --------------------- | --------------- | --------------- | -------------------- | --------------- |
| 33  | I fantasmi dell'Isola        | gennaio               | Carlo Ambrosini | Carlo Ambrosini | Carlo Ambrosini      | Carlo Ambrosini |
| 34  | Gli alieni sono tra noi      | marzo                 | Paolo Bacilieri | Paolo Bacilieri | Paolo Bacilieri      | Carlo Ambrosini |
| 35  | Il carattere dello scorpione | maggio                | Carlo Ambrosini | Carlo Ambrosini | Gabriele Ornigotti   | Carlo Ambrosini |
| 36  | Salto mortale                | luglio                | Carlo Ambrosini | Carlo Ambrosini | Marco Nizzoli        | Carlo Ambrosini |
| 37  | Il mio nome è Nessuno        | settembre             | Carlo Ambrosini | Carlo Ambrosini | Pasquale Del Vecchio | Carlo Ambrosini |
| 38  | Il bacio dell'aguzzino       | novembre              | Carlo Ambrosini | Carlo Ambrosini | Giulio Camagni       | Carlo Ambrosini |

## 2004
| Nr. | Titolo                   | Mese di pubblicazione | Soggetto                       | Sceneggiatura                  | Disegni              | Copertina       |
| --- | ------------------------ | --------------------- | ------------------------------ | ------------------------------ | -------------------- | --------------- |
| 39  | L'ombra della sera       | gennaio               | Paolo Bacilieri Alberto Ostini | Paolo Bacilieri Alberto Ostini | Paolo Bacilieri      | Carlo Ambrosini |
| 40  | Il Cavaliere e il Drago  | marzo                 | Carlo Ambrosini                | Carlo Ambrosini                | Alberto Gennari      | Carlo Ambrosini |
| 41  | Oltre lo specchio        | maggio                | Carlo Ambrosini                | Carlo Ambrosini                | Pasquale Del Vecchio | Carlo Ambrosini |
| 42  | Le spoglie del guerriero | agosto                | Carlo Ambrosini                | Carlo Ambrosini                | Gabriele Ornigotti   | Carlo Ambrosini |
| 43  | Memorie sepolte          | ottobre               | Carlo Ambrosini                | Carlo Ambrosini                | Giulio Camagni       | Carlo Ambrosini |
| 44  | Diluvio                  | dicembre              | Carlo Ambrosini                | Carlo Ambrosini                | Marco Nizzoli        | Carlo Ambrosini |

## 2005
| Nr. | Titolo                       | Mese di pubblicazione | Soggetto        | Sceneggiatura   | Disegni              | Copertina       |
| --- | ---------------------------- | --------------------- | --------------- | --------------- | -------------------- | --------------- |
| 45  | Il gioco della verità        | febbraio              | Paolo Bacilieri | Paolo Bacilieri | Paolo Bacilieri      | Carlo Ambrosini |
| 46  | La morte alla porta          | marzo                 | Carlo Ambrosini | Carlo Ambrosini | Giulio Camagni       | Carlo Ambrosini |
| 47  | Prigionieri del tempo        | giugno                | Carlo Ambrosini | Carlo Ambrosini | Pasquale Del Vecchio | Carlo Ambrosini |
| 48  | Angeli nella guerra          | luglio                | Carlo Ambrosini | Carlo Ambrosini | Emiliano Mammucari   | Carlo Ambrosini |
| 49  | Storia d'amore e di coltello | settembre             | Carlo Ambrosini | Carlo Ambrosini | Gabriele Ornigotti   | Carlo Ambrosini |
| 50  | La donna del dipinto         | dicembre              | Carlo Ambrosini | Carlo Ambrosini | Giulio Camagni       | Carlo Ambrosini |

## 2006
| Nr. | Titolo                | Mese di pubblicazione | Soggetto        | Sceneggiatura   | Disegni                           | Copertina       |
| --- | --------------------- | --------------------- | --------------- | --------------- | --------------------------------- | --------------- |
| 51  | Il labirinto          | gennaio               | Paolo Bacilieri | Paolo Bacilieri | Paolo Bacilieri                   | Carlo Ambrosini |
| 52  | Orme sull'acqua       | marzo                 | Carlo Ambrosini | Carlo Ambrosini | Giulio Camagni Gabriele Ornigotti | Carlo Ambrosini |
| 53  | Crash!                | maggio                | Paolo Bacilieri | Paolo Bacilieri | Paolo Bacilieri                   | Carlo Ambrosini |
| 54  | Al di là delle stelle | luglio                | Carlo Ambrosini | Carlo Ambrosini | Emiliano Mammucari                | Carlo Ambrosini |

## 2019

### Le Storie
| Nr. | Nr. | Titolo              | Data di pubblicazione | Soggetto / Sceneggiatura | Disegni         |
| --- | --- | ------------------- | --------------------- | ------------------------ | --------------- |
| 81  | 1   | Le ali di Allegra   | Giugno 2019           | Carlo Ambrosini          | Carlo Ambrosini |
| 82  | 2   | La signora Robinson | Luglio 2019           | Carlo Ambrosini          | Paolo Bacilieri |
| 83  | 3   | L'Inferno in cielo  | Agosto 2019           | Carlo Ambrosini          | Giulio Camagni  |

### Altre pubblicazioni
Nel 2010 Rizzoli Lizard pubblica il volume "Napoleone" (ISBN 9788817039406) che raccoglie tre episodi di Napoleone con sceneggiatura e disegni di Paolo Bacilieri, si tratta dei numeri 22, 34 e 51 della serie regolare.